# Ekun (1981)
Ekun (P183) – nigeryjski kuter rakietowy z lat 80. XX wieku, jedna z trzech zamówionych we Francji jednostek typu La Combattante IIIB. Okręt został zwodowany 11 lutego 1981 roku w stoczni CMN w Cherbourgu, a do służby w Marynarce Wojennej Nigerii wszedł w lutym 1982 roku. Jednostka nadal znajduje się w składzie floty (stan na 2017 rok).

## Projekt i budowa
Kutry rakietowe typu La Combattante III zostały zaprojektowane we Francji jako następca zbudowanych w dużej serii jednostek typu La Combattante II. Okręty przeznaczone są do wykonywania ataków z wykorzystaniem przeciwokrętowych pocisków rakietowych i artylerii. Ogółem zbudowano 18 jednostek tego typu dla sił zbrojnych Grecji, Kataru, Nigerii i Tunezji.
„Ekun”, wraz z dwoma bliźniaczymi jednostkami, zamówiony został 14 listopada 1977 roku w stoczni Constructions mécaniques de Normandie w Cherbourgu. łączna wartość kontraktu opiewała na 50 mln franków. Stępkę okrętu położono 14 listopada 1979 roku, został zwodowany 11 lutego 1981 roku i ukończony 18 września 1981 roku. Uroczyste wcielenie do służby w Marynarce Wojennej Nigerii nastąpiło 6 lutego 1982 roku. Jednostka otrzymała nazwę pochodzącą od tygrysa w jednym z trzech dominujących w Nigerii języków i numer burtowy P183.

## Dane taktyczno-techniczne
Okręt jest dużym kutrem rakietowym, przystosowanym do pełnienia funkcji patrolowej. Długość całkowita wynosi 56,2 metra, szerokość 7,6 metra i zanurzenie 2,1 metra. Wyporność standardowa wynosi 385 ton, a pełna 430 ton. Okręt napędzany jest przez cztery silniki wysokoprężne MTU 16V956 TB92 o łącznej mocy 20 840 koni mechanicznych (KM), poruszające czterema śrubami. Maksymalna prędkość okrętu wynosiła początkowo 41 węzłów (w wyniku długoletniej eksploatacji prędkość maksymalna spadła do 37 węzłów). Zasięg wynosi 2000 Mm przy prędkości 15 węzłów (lub 800 Mm przy prędkości 30 węzłów).
Uzbrojenie artyleryjskie jednostki składa się z umieszczonego na dziobie w wieży artyleryjskiej pojedynczego działa uniwersalnego OTO Melara Compact kal. 76 mm L/62, z zapasem amunicji wynoszącym 250 sztuk. Kąt podniesienia lufy wynosi 85°, waga pocisku 6 kg, donośność 16 000 metrów, a teoretyczna szybkostrzelność 60 strz./min. Prócz tego na rufie znajduje się wieża z dwoma działkami przeciwlotniczymi Breda Compact kal. 40 mm L/70 (z łącznym zapasem amunicji wynoszącym 1600 sztuk). Kąt podniesienia luf wynosi 85°, waga pocisku 0,96 kg, donośność 12 500 metrów, a teoretyczna szybkostrzelność 300 strz./min. Na mostku zainstalowano dwa podwójne zestawy amerykańskich działek przeciwlotniczych Emerlec EX-30 kal. 30 mm L/75, z zapasem amunicji wynoszącym łącznie 1970 sztuk. Kąt podniesienia luf wynosi 80°, waga pocisku 0,35 kg, donośność 6000 metrów, a teoretyczna szybkostrzelność 1200 strz./min. Na śródokręciu znajdowały się dwie podwójne wyrzutnie przeciwokrętowych pocisków rakietowych MM38 Exocet, które jednak później zdemontowano. Wyposażenie radioelektroniczne obejmuje radar nawigacyjny Decca 1226 o zasięgu 88 km, radar dozoru nawodnego i powietrznego Thales Triton (o zasięgu 29 km), radar artyleryjski Castor-II o zasięgu 15 km, system kierowania ogniem Thales Vega z dwoma dalmierzami optycznymi CSFE Panda oraz system zakłóceń Decca RDL-1.
Załoga okrętu składa się z 42 oficerów, podoficerów i marynarzy.

## Służba
Pomimo podniesienia nigeryjskiej bandery w lutym 1982 roku, „Ekun” (wraz z bliźniaczymi „Siri” i „Ayam”) opuścił Francję dopiero 9 maja 1982 roku, po zapłaceniu przez rząd Nigerii stoczni CMN całości kwoty za okręty. W latach 1986–1988 okręt był remontowany w Cherbourgu. Kolejny remont został przeprowadzony od marca do grudnia 1991 roku, także w macierzystej stoczni. Okręt w 2016 nadal służył w nigeryjskiej flocie, lecz był wówczas niesprawny, w trakcie remontu.